# Gaspar de Quiroga y Vela
Gaspar de Quiroga y Vela (Madrigal de las Altas Torres, 13 gennaio 1512 – Madrid, 12 novembre 1594) è stato un cardinale e arcivescovo cattolico spagnolo.

## Biografia
Nacque a Madrigal de las Altas Torres il 13 gennaio 1512.
Papa Gregorio XIII lo elevò al rango di cardinale nel concistoro del 15 dicembre 1578.
Morì il 12 novembre 1594 all'età di 82 anni.

## Genealogia episcopale e successione apostolica
La genealogia episcopale è:
- Cardinale Diego Espinosa Arévalo
- Cardinale Gaspar de Quiroga y Vela

La successione apostolica è:
- Cardinale Rodrigo de Castro Osorio (1574)
- Arcivescovo Alonso Velázquez (1578)
- Vescovo Alfonso Delgado (1580)
- Arcivescovo Andrés Cabrera Bobadilla (1583)
- Vescovo Diego Aponte Quiñones, O.S. (1585)
- Vescovo Fernando Suárez de Figueroa (1587)
- Vescovo Antonio Manrique, O.F.M.Obs. (1587)
- Cardinale Antonio Zapata y Cisneros (1587)
- Vescovo Pedro Portocarrero (1589)
- Vescovo Juan de Zuazola (1589)
- Vescovo Juan Bautista Pérez Rubert (1592)
- Vescovo António de Matos de Noronha (1592)